# Nodo senoatriale
Il nodo seno-atriale (NSA) o nodo di Keith-Flack (dal nome dei due scopritori) è un piccolo componente del complesso sistema neuro-elettrico cardiaco (sistema di conduzione del cuore) e che ne regola autonomamente il battito. È il pacemaker naturale del cuore.
Situato nella parte posteriore della giunzione dell'atrio destro con la vena cava superiore, presenta una forma di mezzaluna, lunga 15 mm e larga meno di 5 mm. Si distingue una parte più voluminosa, detta testa, situata nella parte superiore dell'atrio destro, e una parte più sottile, detta coda, localizzata a destra, inferiormente.
È vascolarizzato dall'arteria del nodo senoatriale, che origina dalla coronaria destra nel 60% dei casi o dall'arteria circonflessa nel restante 40%.
Il nodo risulta costituito da abbondante tessuto connettivo che circonda piccole cellule miocardiche di colore pallido, con scarse miofibrille.
Ha l'importantissima funzione di dare origine agli stimoli elettrici che si trasmettono successivamente al tessuto muscolare dell'atrio provocandone l'attivazione con conseguente contrazione atriale.
L'eccitazione raggiunge quindi il nodo atrioventricolare (NAV), situato nel setto interatriale. Da qui, rallentato, origina un impulso che perfonde i ventricoli e dà avvio alla sistole con eiezione del sangue.

## Controllo nervoso
Il nodo senoatriale è innervato da molte fibre del sistema nervoso autonomo, ovvero sia dal sistema nervoso (orto) simpatico, in particolare da nervi provenienti dal midollo spinale, attraverso i nervi toracici T1-4, e del sistema nervoso parasimpatico, in particolare da nervi provenienti dal nervo vago.
Tale sistema autonomo regola sia la frequenza del battito cardiaco sia la forza di contrazione atriale. Il valore medio per un uomo adulto a riposo è di circa 1 Hz (60 battiti al minuto). Un aumento dell'attività simpatica modulerà la scarica elettrica delle cellule nervose senoatriali, aumentandone la frequenza (tachicardia), mentre un aumento dell'attività del parasimpatico la ridurrà (bradicardia).
Inoltre, se il cuore è isolato dai nervi, è dotato a sua volta di un'attività contrattile propria. Tale attività intrinseca del nodo senoatriale si è riscontrata denervando farmacologicamente lo stesso con sostanze quali, ad esempio, atropina e propranololo. La frequenza contrattile intrinseca (chiamata IHR) è determinata dalla formula 118,1-(0,57xA), dove A è l'età del cuore, espressa in anni.